# Adam Pawliczek
Adam Pawliczek (ur. 16 września 1964 w Rybniku) – polski żużlowiec i trener sportu żużlowego.
Licencję żużlową zdobył w 1982 roku. W rozgrywkach z cyklu Drużynowych Mistrzostw Polski reprezentował kluby ROW Rybnik (1982–1994), GKM Grudziądz (1995–1996), RKM Rybnik (1997–2003, 2009) oraz Kolejarza Opole (2004–2008, 2010). W swoim dorobku posiada trzy medale DMP: dwa srebrne (1988, 1990) oraz brązowy (1989) .
W 1984 r. zdobył trzy srebrne medale Mistrzostw Polski: w Tarnowie – Młodzieżowych Indywidualnych Mistrzostw Polski, w Rybniku – Młodzieżowych Mistrzostw Polski Par Klubowych, a w Lublinie – Młodzieżowych Drużynowych Mistrzostw Polski. Pomiędzy 1988 a 1999 sześciokrotnie wystąpił w finałach Indywidualnych Mistrzostw Polski, najlepszy wynik osiągając w 1990 r. w Lublinie, gdzie zajął VIII miejsce. W 1989 r. uczestniczył w rozegranym w Lesznie finale Mistrzostw Polski Par Klubowych, zajmując VIII miejsce.
W 1994 r. zakwalifikował się (jako zawodnik rezerwowy) do półfinału kontynentalnego Indywidualnych Mistrzostw Świata. W tym samym roku zajął III m. (za Adamem Łabędzkim Michaiłem Starostinem) w Memoriale im. Jana Ciszewskiego w Świętochłowicach. W 1999 r. zajął III m. (za Robertem Sawiną i Sebastianem Ułamkiem) w Memoriale im. Ryszarda Nieścieruka we Wrocławiu, a w 2003 r. zajął III m. (za Sebastianem Ułamkiem i Grzegorzem Walaskiem) w turnieju "Mistrz Świata Jerzy Szczakiel zaprasza" w Opolu.
W 2009 r. pełnił funkcję jeżdżącego trenera w klubie RKM Rybnik. W 2010 r. jeździł w drużynie Kolejarza Opole.
W sezonie 2011 był trenerem KS ROW Rybnik. Po tym sezonie zakończył 30-letnią karierę sportowca żużlowego.